# Matthias Dannenmann
Matthias Dannenmann (* 9. Januar 1943 in Berlin; † 2. November 2021 in Leonberg) war ein evangelischer Theologe und geschäftsführender Pfarrer in Bad Waldsee.

## Leben
Matthias Dannenmann war der Sohn des Theologen Arnold Dannenmann. Er besuchte von 1954 bis 1959 das Hohenstaufen-Gymnasium Göppingen, war 1959/1960 Austauschschüler in den USA an der Willowbrook-High-School, Elmhurst, Ill., und lebte dort in York Center in einer in der Church of the Brethren engagierten Familie. Nach seinem Abitur an der CJD Jugenddorf-Christophorusschule Oberurff 1962 studierte er evangelische Theologie und Soziologie an den Universitäten Göttingen, Erlangen und Heidelberg. Während seines Studiums und Vikariats war er verantwortlicher Redakteur der christlichen Zeitschrift für junge Menschen "Die Glocke".1966/1967 war er wissenschaftlicher Hilfsassistent bei Rolf Rendtorff. Sein Vikariat begann er 1967 in Leimen bei Heidelberg, die Bezirkssynode wählte ihn im selben Jahr zum Bezirksjugendpfarrer Heidelberg-Land. Er setzte sein Vikariat an der Markus-Kirche in Berlin-Steglitz fort und wurde danach zum Gefängnispfarrer an die Justizvollzugsanstalt Moabit/Berlin berufen. 1989 erfolgte seine Ordination im Johannes-Stift/Berlin.
Im Auftrag des Christlichen Jugenddorfwerkes Deutschlands (CJD) gingen er und seine Frau Inge für ein Jahr als Dozenten an die North Yarmouth Academy, Maine, USA – auch mit dem Auftrag, einen internationalen Schüler- und Lehreraustausch zwischen Schulen in den Neu-England-Staaten und den Jugenddorf-Christophorusschulen aufzubauen. 1975 bis 1984 war er Generalsekretär des CVJM-Gesamtverbandes in Deutschland und vertrat den deutschen CVJM in den Gremien des europäischen CVJM und des YMCA-Weltbundes, Genf. In dieser Zeit lag ihm besonders auch an einer engen Zusammenarbeit mit den evangelischen Jungmännerwerken in der damaligen DDR. Von 1973 bis 1985 war er stellvertretender Vorsitzender der Arbeitsgemeinschaft der Evangelischen Jugend (AEJ) und er war berufenes Mitglied in der 6. Synode der EKD sowie Sprecher der Synodalen Arbeitsgemeinschaft der Synode.
1984 berief ihn das CJD als Kurator in dessen Geschäftsleitung, wo er verantwortlich war für die Jugenddorf-Christophorusschulen, für die religionspädagogische Arbeit, die Zusammenarbeit mit der unternehmerischen Wirtschaft und die internationalen Aufgaben des CJD. 1995 berief ihn die evangelische Landeskirche in Württemberg als geschäftsführenden Pfarrer nach Bad Waldsee.
2008 promovierte er an der Theologischen Fakultät der Ernst Moritz Arndt-Universität Greifswald bei Michael Herbst mit dem Thema „Die Begleitung älterer Menschen durch Bildung, Gemeindeaufbau und Seelsorge – Ein wachsender Auftrag christlicher Gemeinden in einer älter werdenden Gesellschaft“.
2012 wählte ihn die Bezirkssynode des evangelischen Kirchenbezirks Ditzingen zu ihrem Delegierten für die "Lages, Evangelische Senioren in Württemberg".
Matthias Dannenmann war verheiratet und hatte zwei Töchter. Er wohnte zuletzt in Leonberg-Höfingen und starb am  2. November 2021 in Leonberg im Alter von 78 Jahren.

## Veröffentlichungen
- "Bekehrung". Aussaat-Verlag, Wuppertal 1977, ISBN 3-7615-0240-0,
- Wider die Resignation. In: Aufbruch zum Leben. Kassel 1980.
- Ein christliches Erziehungskonzept in einer pluralistischen Welt. In: Arbeitgeber. der BdA, Köln 1990.
- Wir sind präsent – Hilfen im Alter. In: visAvie, Magazin der Zieglerschen Anstalten. Wilhelmsdorf 2001.
- Die Begleitung älterer Menschen durch Bildung, Gemeindeaufbau und Seelsorge: ein wachsender Auftrag christlicher Gemeinden in einer älter werdenden Gesellschaft. Weißensee-Verlag, Wien 2009, ISBN 978-3-89998-157-5,
- Momente des Lebens: neue Lebensfreude entdecken und entfalten. Weißensee-Verlag, Berlin 2009, ISBN 978-3-89998-993-9,
- Glauben, dass Neues möglich wird – Ausgewählte Interviews der sechziger Jahre – kommentiert von heutigen Experten aus Wirtschaft, Politik, Theologie, Kultur, Sport u.a. Südwestbuch Verlag, Stuttgart 2012, ISBN 978-3-942661-63-8,
- Wie erreichen wir Menschen der Generation 55plus? In: Gemeinschaft. hrsg. vom Altpietistischen Gemeinschaftsverband e.V. (die apis), Stuttgart 2009.
- Festhalten, was festhält? Umkehren hat Zukunft. Manuela Kinzel Verlag, Göppingen 2015, ISBN 978-3-95544-042-8.
- " Wer sehnt sich nicht nach Freiheit? Verrai Verlag, Stuttgart 2018, ISBN 978-3-946834-49-6